# Đại số Clifford
Trong toán học, đại số Clifford là đại số được tạo nên từ không gian vector có dạng quadratic, và là một đại số liên kết unita. Giống như đại số K, chúng tổng quát hóa số thực, số phức, quaternion và những hệ thống số siêu phức khác. Đại số Clifford có những ứng dụng quan trọng trong nhiều lĩnh vực bao gồm hình học, vật lý lý thuyết và xử lý hình ảnh. Chúng được đặt tên theo nhà toán học người Anh Wolliam Kingdon Clifford.

## Giới thiệu và các tính chất cơ bản
Đại số Clifford là đại số liên kết unita trong đó bao gồm và cấu tạo bởi không gian vector V qua trường K, trong đó V được trang bị với dạng Quadratic Q: V → K. Đại số Clifford  Cℓ(V, Q)  là dạng đại số tự do nhất được cấu tạo bởi V thỏa mãn điều kiện
{\displaystyle v^{2}=Q(v)1\ {\text{ với mọi}}v\in V,}
Đại số Clifford có thể được định dạng bởi kí hiệu Cℓp,q(R), cho thấy rằng cấu trúc đại số được cấu tạo từ phần tử đơn giản nhất  p với ei2 = +1,và q với ei2 = −1, và trong đó R cho thấy cấu trúc đại số này thông qua các số thực, hệ số của các phần tử của đại số nhất định phải là thực.
Cấu trúc đại số tự do được tạo ra bởi V có thể viết như là đại số tensor ⊕n≥0 V ⊗... ⊗ V, trong đó, tổng của các tích tensor n lần của V qua tất cả n.